# Oratorio di Santa Maria Assunta (Gorreto)
L’oratorio di Santa Maria Assunta è un luogo di culto cattolico situato nella frazione di Pissino nel comune di Gorreto, nella città metropolitana di Genova.

## Storia e descrizione
Secondo alcune fonti storiche la chiesa primitiva risalirebbe al XII secolo, così come la probabile fondazione del primo monastero dedicato a Santa Maria di Loreto, posta fra gli abitati di Pissino e Bertassi (Ottone). L'edificio è nominato in un documento del 1250 e fu sede parrocchiale, per le località di Pissino e Bertassi, sotto la giurisdizione della pieve di San Giovanni Evangelista di Rovegno.
La chiesa, della quale rimangono alcuni ruderi, crollò a seguito di una frana. Abolita la parrocchia per decisione vescovile, venne costruito una nuova chiesa nell'abitato di Bertassi posta sotto la parrocchiale di Barchi.
La località di Pissino ricadde sotto la parrocchia di Campi di Ottone e fu costruito in paese un edificio sacro documentato nel 1786. Con l'erezione della parrocchia di Santa Caterina di Gorreto i beni e la dipendenza furono uniti a quest'ultima.